# SEAT Ateca
SEAT Ateca (укр. СЕАТ Атека) — компактний кросовер (CUV) іспанського автовиробника SEAT. Він є наступником SEAT Altea.

## Опис

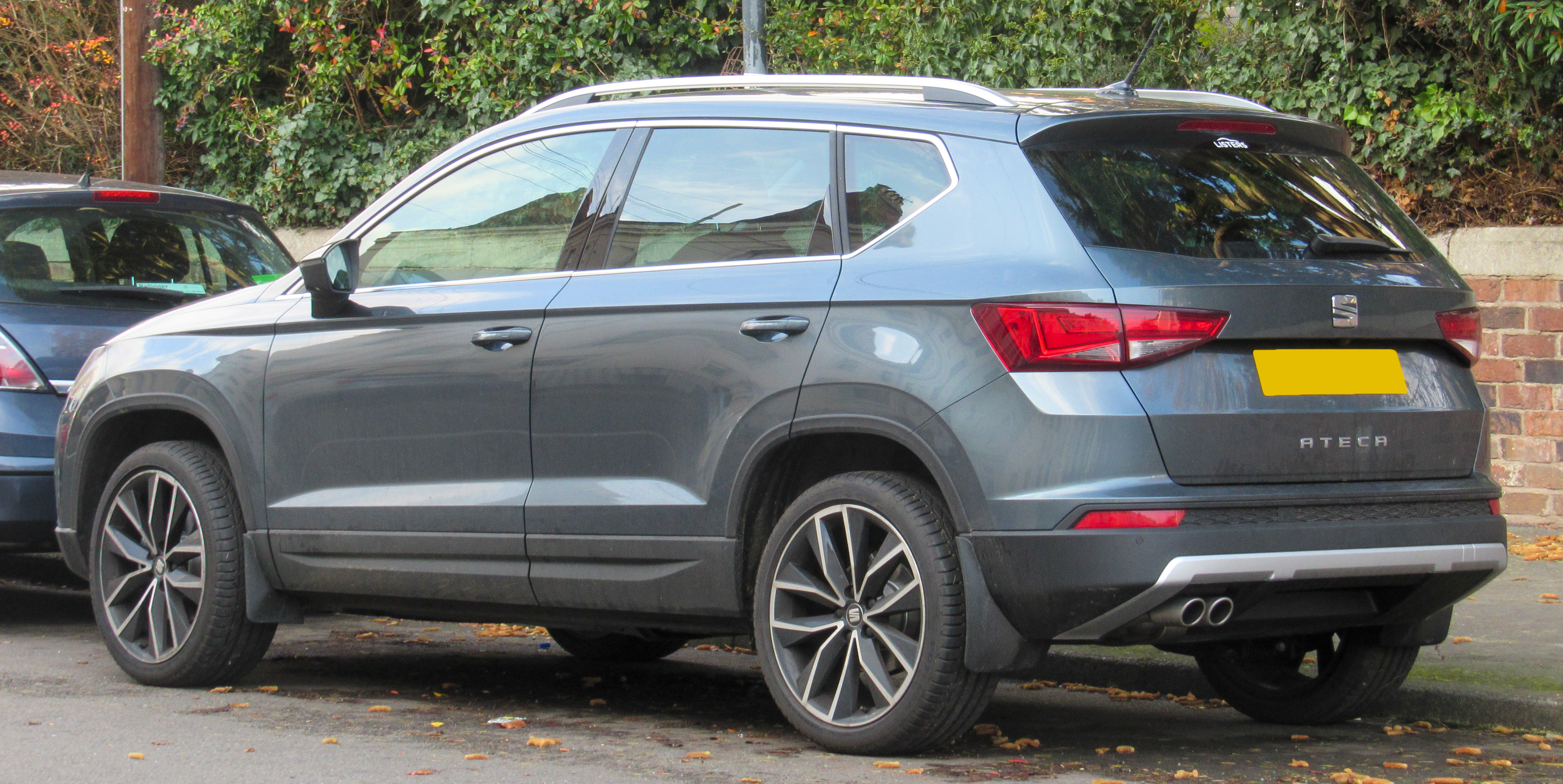
SEAT Ateca Xcellence 1.4

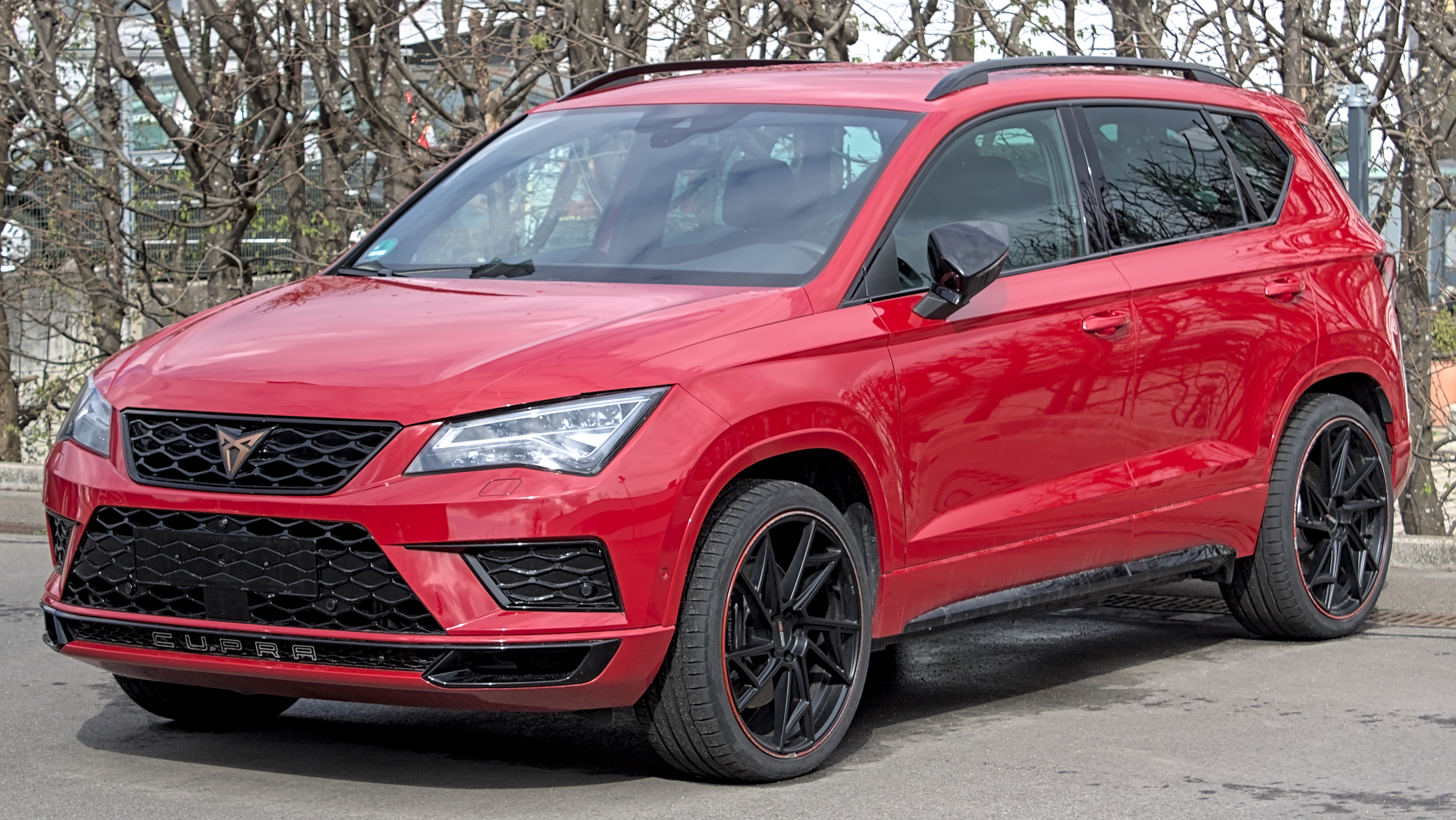
Cupra Ateca (2018-2020)

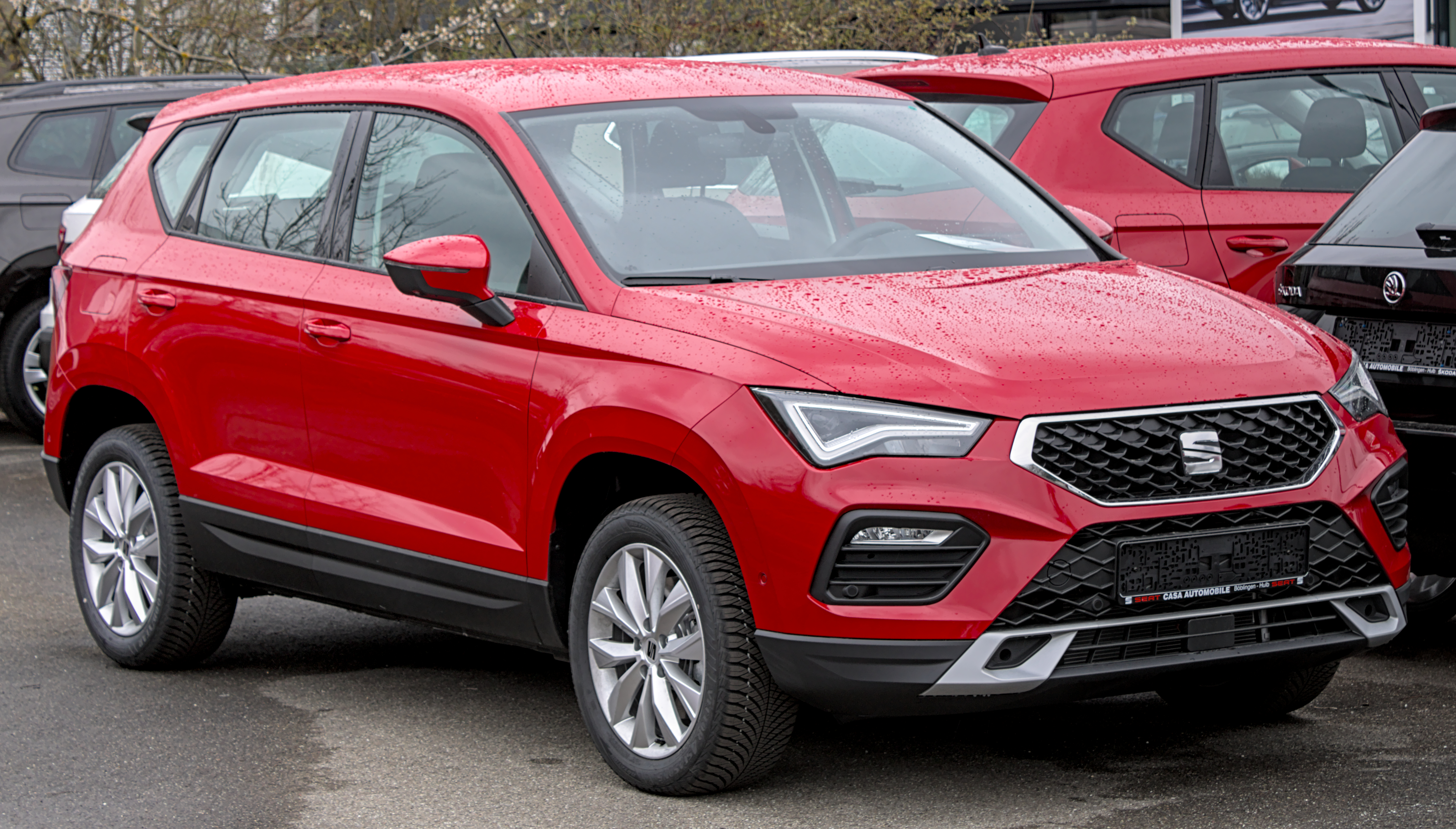
SEAT Ateca (з 2020)

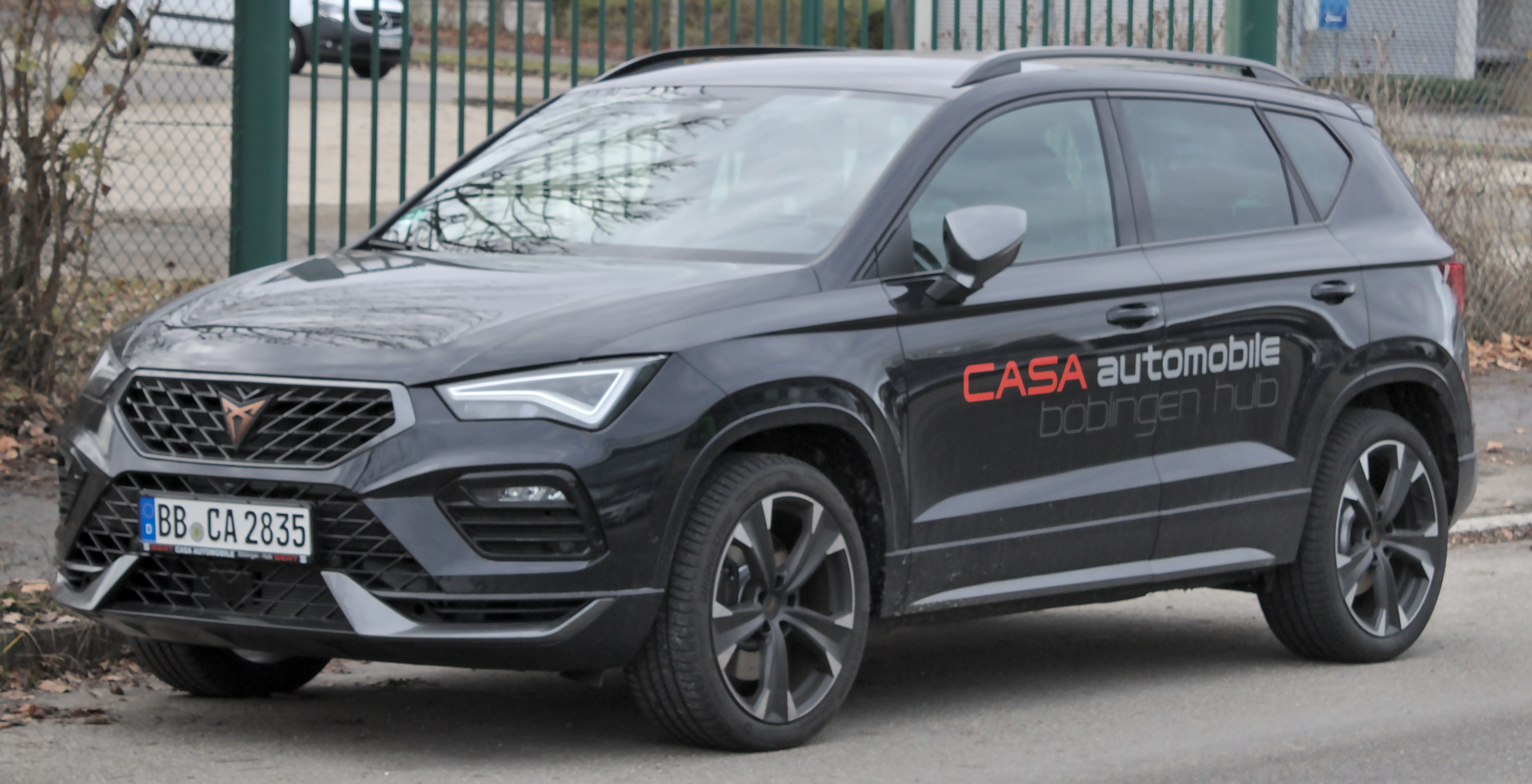
Cupra Ateca (з 2020)

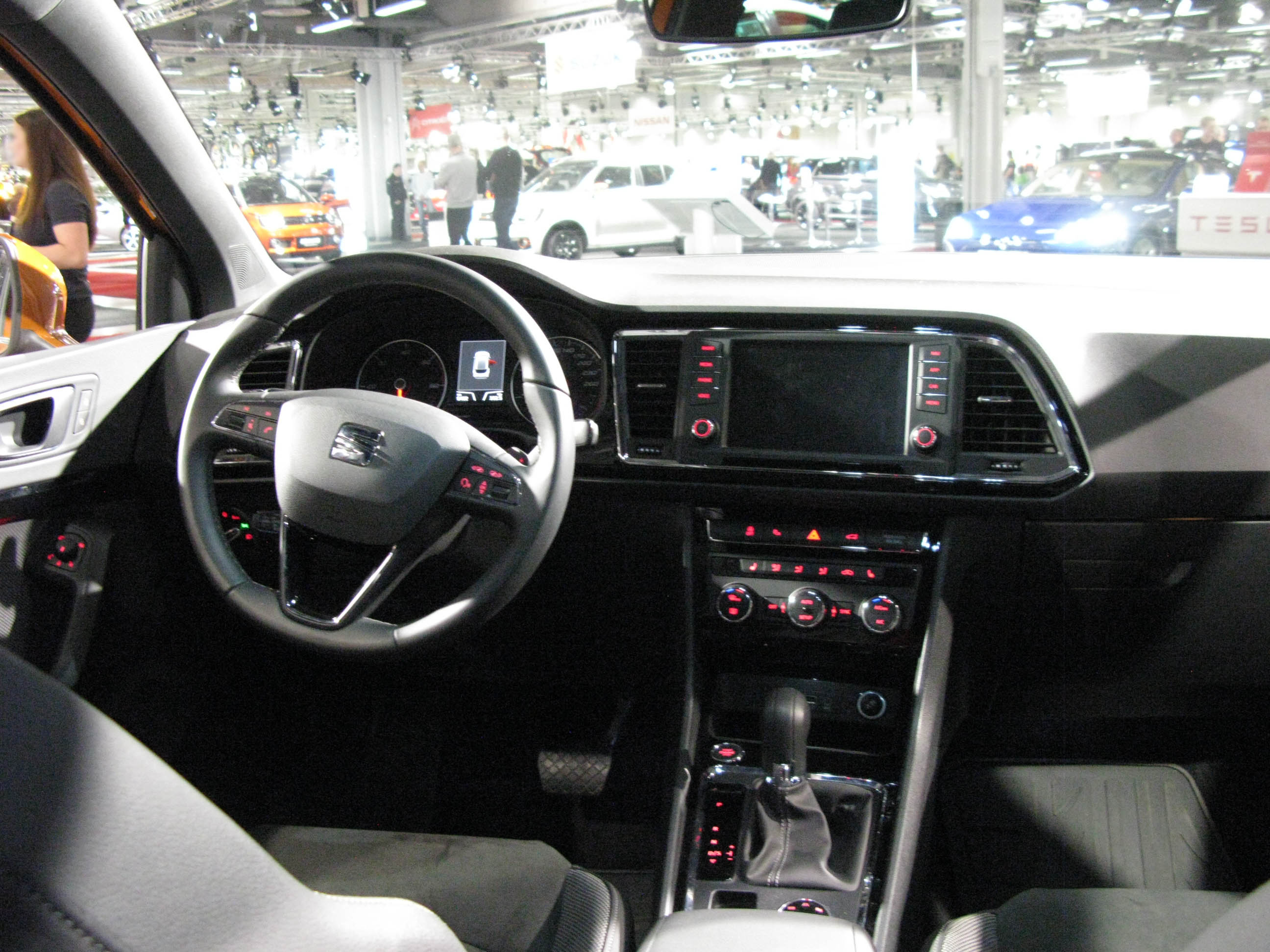
Салон SEAT Ateca

Автомобіль названо в честь іспанського міста Атека в Арагоні.
Автомобіль подібний на концепт-кари SEAT Tribu (2007 року), SEAT IBX (2011) і SEAT 20v20 (2015). Вперше серійний автомобіль представлений 1 березня 2016 року на Женевському автосалоні.
Ateca є другий автомобіль SEAT, що виробляється на заводі Škoda в Млада-Болеслав (Чехія).
SEAT Ateca збудований на платформі MQB, що й SEAT León та інші моделі, зі стійками McPherson спереду і чотирихважільною підвіскою ззаду. Автомобіль на вибір комплектується переднім приводом або повним 4Drive з багатодисковою муфтою Haldex 5-го покоління з електронно-гідравлічним керуванням. На краш-тесті EuroNCAP в 2016 році модель отримала 5 зірок за безпеку.
У салоні наявні мультимедійна система Plus 8 з 8-мидюймовим сенсорним дисплеєм на центральній консолі, два слоти для карт пам'яті SD (одна для карт навігації) і два USB-роз'єми, інтерфейс Bluetooth і 8 динаміків, а також сабвуфер в запасці.
Багажний об’єм досягає 510 л (485 літрів в моделях з 4х4).
В Україні кросовер представлений у двох комплектаціях: Style та Style Plus.

### Cupra Ateca
На Женевському автосалоні в березні 2018 року представили Cupra Ateca. Автомобіль отримав двигун 2.0 л TSI VW EA888 потужністю 300 к.с. і 400 Нм крутного моменту при 2000-5400 об/хв. Він працює в парі з 7-ступінчастим "роботом" DSG. Автомобіль набирає першу сотню за паспортні 5.4 с, максимальна швидкість —247 км/год. В оснащення входить адаптивна підвіска та 19-дюймові колісні диски.

## Двигуни
Бензинові
- 1.0 TSI VW EA211 Р3 115 к.с.
- 1.4 TSI VW EA211 COD Р4 150 к.с.
- 1.5 TSI VW EA211 evo Р4 150 к.с.
- 2.0 TSI VW EA888 Р4 190 к.с. (FR)
- 2.0 TSI VW EA888 Р4 300 к.с. (Cupra)

Дизельні
- 1.6 TDI VW EA288 Р4 115 к.с.
- 2.0 TDI VW EA288 Р4 150 к.с.
- 2.0 TDI VW EA288 Р4 190 к.с.

## Виробництво
| рік         | 2016   | 2017   | 2018   | 2019   |
| ----------- | ------ | ------ | ------ | ------ |
| виготовлено | 35,833 | 77,483 | 90,824 | 98,397 |